# Championnat de Mongolie de football 2009
Navigation
Saison précédente Saison suivante
La saison 2009 du Championnat de Mongolie de football est la quatorzième édition de la MFF League, le championnat de première division en Mongolie.  La saison est scindée en plusieurs phases :
- Les huit équipes sont regroupées au sein d'une poule unique où elles s'affrontent une fois. Les six premiers se qualifient pour la seconde phase.
- Lors de la seconde phase, les six qualifiés sont réparties en deux poules et se rencontrent une fois. Les deux premiers de chaque groupe participent à la phase finale, le dernier joue la rencontre pour la cinquième place.
- La phase finale est disputée sous forme de rencontre à élimination directe (demi-finales et finale).

C'est le club d'Ulaanbaatar DS qui remporte la compétition cette saison après avoir battu en finale le double tenant du titre, Erchim. Il s'agit du tout premier titre de champion de Mongolie de l'histoire du club.

## Les clubs participants
- Erchim
- Khangarid
- Khasiin Khulguud
- Ulaanbaatar DS
- Ulaanbaatar Mazaalai
- Kharaatsai
- Khoromkhon
- Selenge Press

## Compétition
Le barème de points servant à établir le classement se décompose ainsi :
- Victoire : 3 points
- Match nul : 1 point
- Défaite : 0 point

### Première phase
| Rang | Équipe               | Pts | J | G | N | P | Bp | Bc | Diff |
| ---- | -------------------- | --- | - | - | - | - | -- | -- | ---- |
| 1    | Khasiin Khulguud     | 15  | 7 | 4 | 3 | 0 | 18 | 8  | +10  |
| 2    | Selenge Press        | 13  | 7 | 4 | 1 | 2 | 18 | 11 | +7   |
| 3    | Khoromkhon           | 13  | 7 | 4 | 1 | 2 | 17 | 11 | +6   |
| 4    | Ulaanbaatar DS       | 13  | 7 | 4 | 1 | 2 | 17 | 14 | +3   |
| 5    | ErchimT              | 10  | 7 | 3 | 1 | 3 | 16 | 15 | +1   |
| 6    | Khangarid            | 9   | 7 | 3 | 0 | 4 | 17 | 21 | -4   |
| 7    | Kharaatsai           | 6   | 7 | 2 | 0 | 5 | 13 | 21 | -8   |
| 8    | Ulaanbaatar Mazaalai | 1   | 7 | 0 | 1 | 6 | 5  | 20 | -15  |

|  | Qualification pour la seconde phase |
|  | T : Tenant du titre                 |

### Seconde phase
| Rang | Équipe           | Pts | J | G | N | P | Bp | Bc | Diff |  | Résultats (▼ dom., ► ext.) | Kha | Erc | Kho |
| ---- | ---------------- | --- | - | - | - | - | -- | -- | ---- |  | -------------------------- | --- | --- | --- |
| 1    | Khasiin Khulguud | 4   | 2 | 1 | 1 | 0 | 3  | 2  | +1   |  | Khasiin Khulguud           |     | 2-2 | 1-0 |
| 2    | ErchimT          | 4   | 2 | 1 | 1 | 0 | 3  | 2  | +1   |  | ErchimT                    |     |     | 1-0 |
| 3    | Khoromkhon       | 0   | 2 | 0 | 0 | 2 | 0  | 2  | -2   |  | Khoromkhon                 |     |     |     |

| Rang | Équipe         | Pts | J | G | N | P | Bp | Bc | Diff |  | Résultats (▼ dom., ► ext.) | Sel | Ula | Kha |
| ---- | -------------- | --- | - | - | - | - | -- | -- | ---- |  | -------------------------- | --- | --- | --- |
| 1    | Selenge Press  | 3   | 2 | 1 | 0 | 1 | 4  | 4  | 0    |  | Selenge Press              |     | 1-4 | 3-0 |
| 2    | Ulaanbaatar DS | 3   | 2 | 1 | 0 | 1 | 4  | 4  | 0    |  | Ulaanbaatar DS             |     |     | 0-3 |
| 3    | Khangarid      | 3   | 2 | 1 | 0 | 1 | 3  | 3  | 0    |  | Khangarid                  |     |     |     |

|  | Qualification pour la phase finale             |
|  | Participation au match pour la cinquième place |
|  | T : Tenant du titre                            |

### Match pour la cinquième place
| Équipe 1  | Résultat | Équipe 2   |
| --------- | -------- | ---------- |
| Khangarid | 5 - 3    | Khoromkhon |

#### Demi-finales
| Équipe 1       | Résultat | Équipe 2         |
| -------------- | -------- | ---------------- |
| Ulaanbaatar DS | 2 - 0    | Khasiin Khulguud |
| Erchim         | 1 - 0    | Selenge Press    |

### Match pour la troisième place
| Équipe 1         | Résultat | Équipe 2      |
| ---------------- | -------- | ------------- |
| Khasiin Khulguud | 3 - 1 ap | Selenge Press |

### Finale
| 29 août 2009 | Ulaanbaatar DS                                        | 2 - 0 | Erchim |  |
|              | Pagamsürengiin Altantulga 47e · Norjmoo Tsedenbal 75e |       |        |  |

## Bilan de la saison
| Championnat de Mongolie de football 2009 |                            |
| Champion                                 | Ulaanbaatar DS (1er titre) |
| Coupes et trophées                       |                            |
| Vainqueur de la Coupe de Mongolie 2009   | Non disputée               |
| Qualifications continentales             |                            |
| Coupe du président de l'AFC 2010         | Aucun                      |
| Promotions et relégations                |                            |
| Promus en MFF League                     | Aucun                      |
| Relégués en B Division League            | Aucun                      |